# Coenotephria khorassana
Coenotephria khorassana är en fjärilsart som beskrevs av Brandt 1941. Coenotephria khorassana ingår i släktet Coenotephria och familjen mätare. Inga underarter finns listade i Catalogue of Life.